# Hårik
Hårik (Erik) var en dansk kung (cirka 814–854) som bland annat finns omnämnd i Vita Anskarii. Han var son till Godfred och efterträddes av sin son Hårik II.
Hårik fördrevs från riket efter faderns död år 812, men fick hjälp i Sverige och kom tillbaka 814. Han erhöll först en del av riket, men jagade till slut Harald Klak ur landet. Därigenom kom han i konflikt med frankiska riket, genomförde stora vikingatåg mot Friesland och drog år 845 mot Hamburg, där han ödelade biskopssätet. Kort därefter tillät han Ansgar att bygga en kyrka – den första danska – i Hedeby i Schleswig. På Ansgars andra missionsresa omkring år 853 sände han med honom en skrivelse till Olof, där han anhöll om att Ansgar skulle tillåtas att predika. Under Ansgars frånvaro stupade Hårik i en strid med sin fördrivne brorson Gutorm.